# Бюнденский ореховый торт
Бюнденский ореховый торт — это то, что мне сейчас нужно! Зернистый, как Энгадин, пахнущий смоляными шишками, он требует хорошего кусательного рефлекса. Совсем не то, что излишне кремовый торт «Захер» несколько недель назад в тауэрнхаусе. Ну да, в искусстве выпечки австрийцы тоже любят пышное барокко, тогда как швейцарцы неизменно упражняются в холёном минимализме.
Бюнденский ореховый торт (нем. Bündner Nusstorte, также энгадинский ореховый торт — нем. Engadiner Nusstorte; романш. tuorta da nuschs) — круглый плоский торт из песочного теста с начинкой из крупномолотых карамелизированных грецких орехов. Для мягкости в начинку добавляют сливки и мёд.
Бюнденский ореховый торт — наиболее известный специалитет кантона Граубюнден и наряду с грушевым хлебом наиболее значимый продукт экспорта бюнденских кондитеров. Кондитерские Энгадина производят фирменный ореховый торт круглый год по самым разным рецептам, которые часто являются коммерческой тайной. Бюнденский ореховый торт — продукт длительного хранения, его можно хранить в холоде в течение двух месяцев, в связи с чем заказанные торты часто отправляют почтой.
По мнению историка Дольфа Кайзера, изложенному в его труде Cumpatriots in terras estras, рецепт орехового торта был известен в Энгадине, например, в Самедане, на рубеже XIX и XX веков. Позднее энгадинский ореховый торт выпускали выходцы из Энгадина в тулузской кондитерской Heinz & Tester и экспортировали его во Францию. В этой кондитерской работал также некий Фаусто Пульт, который, вернувшись в Самедан, в 1926 году стал выпускать энгадинский ореховый торт под названием «Пультов торт». В 1934 году энгадинский ореховый торт прославился на Базельской ярмарке.
Климат в горных долинах Граубюндена не очень подходит для выращивания грецкого ореха, поэтому его импортировали. Согласно одной из теорий, деревья грецких орехов в Брегалье были завезены туда из Франции энгадинскими мигрантами. По другой теории, энгадинские кондитеры во Франции скрестили уже известное тогда бюнденское песочное печенье Fuatscha Grassa с местным ореховым тортом. Возможно, грецкие орехи энгадинцы просто закупали в других регионах Швейцарии.